# Увреждане на околната среда
Увреждането на околната среда е престъпление, при което настъпва виновно замърсяване на околната среда.
Редица човешки дейности са свързани със замърсяване, което практически не може да бъде избегнато – отделяне на отработени газове от автомобилите и други двигатели с вътрешно горене, запрашаване на въздуха при изкопни работи и строителство, и т.н. За разлика от тези видове замърсяване, увреждането на околната среда настъпва в резултат от злоумишлени действия, небрежност или бездействие. Такива могат да бъдат:
- злоумишлено изхвърляне на отпадъци и опасни вещества на неразрешени места – т. нар. „незаконни сметища“;
- злоумишлено неспазване на екологичните норми, с цел икономия на средства – монтиране на евтини, но недостатъчно ефективни филтри за пречистване на въздуха от ТЕЦ-ове и химически производства, изпускане на замърсени води директно в околната среда, без пречистване и други;
- небрежно съхраняване или транспортиране на опасни вещества, в резултат от което те могат да попаднат в околната среда, например при пътнотранспортни произшествия и други.

Според чл. 352 от НК, който замърсява или допуска да се замърсят почвата, въздухът, водни течения, басейни, подземни води, териториалните или вътрешните морски води или морски води в зони, определени с международно съглашение, в което участва Република България, и с това ги направи опасни за хора или животни и растения или негодни за използването им за културно-битови, здравни, земеделски и други стопански цели, се наказва с лишаване от свобода от една до пет години и с глоба от пет хиляди до тридесет хиляди лева.